# Lista de naufrágios ocorridos na Bahia

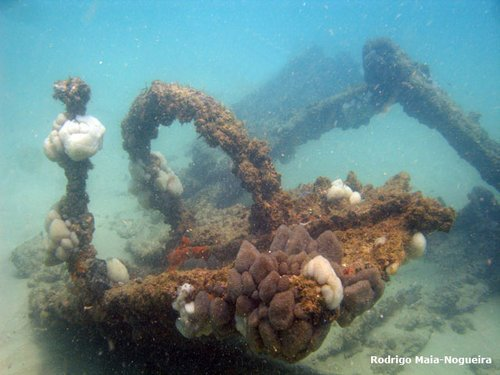
Restos do vapor inglês Maraldi naufragado.

Esta é uma lista de naufrágios ocorridos no litoral da Bahia. A listagem apresenta o nome da embarcação, o ano em que ocorreu e o local onde ocorreu.
- Affonso Penna, em 1943, ao largo de Porto Seguro.
- Alexandre Walter, em 1869, em Salvador.
- Aliança, em 1906, em Salvador.
- Amsterdam, em 1627, em Salvador.
- Anita Feliz, em 1920, em local indeterminado.
- Anne Reed, em 1901, em Salvador.
- Arará, em 1942, ao sul de Salvador.
- Arthemis, em 1932, em Abrolhos.
- Bagé, em 1943, defronte a foz do Rio Real.
- Béarn, em 1865, na Ilha de Boipeba.
- Bellevue, em 1910, em Salvador.
- Bomfim, em 1871, em Salvador.
- Brasiloide, em 1943, em local indeterminado.
- Bretagne, em 1903, em Salvador.
- Cap Frio, em 1908, em Salvador.
- Carvalhas, em 1950, na praia de Itaquema, em Trancoso.
- Castor, em 1980, em Santa Cruz Cabrália.
- Kavo Artemidi, em 1980, em Salvador.
- Clarence, em 1892, em local indeterminado.
- Colombo, em 1927, em Belmonte.
- Comandante Miranda, em 1927, ao norte de Itapuã.
- Comandatuba, em 1922, em Ilhéus.
- Delphin, em 1856, em Salvador.
- Dois de Julho, em 1886, em Salvador.
- Dom Bosco, em 1949, em Salvador.
- Dumphaile Castle, em 1890, em Maraú.
- Eber, em 1917, junto à Península de Itapagipe.
- Elmete, em 1895, em Abrolhos.
- Fernão Dias, em 1968, a 90 milhas de Salvador.
- France, em 1856, em Salvador.
- Frederico Vilar, em 1913, em Salvador.
- Gambie, em 1873, em Salvador.
- Germânia, em 1876, em Salvador.
- Guadiana, em 1885, em Caravelas.
- Gysseling, em 1648, em Salvador.
- Hammaren, em 1942, ao sul de Salvador.
- Humaitá, na barra do Rio Doce.
- Ignez, em 1906, em Salvador.
- Irman, em 1968, em Salvador.
- Itaberé, em 1949, em Belmonte.
- Itabira, em 1927, em Salvador.
- Itacal, em 1955, em local indeterminado.
- Itacaranha, em 1946, entre Itacaré e Camamu.
- Itacaré, em 1939, em Ilhéus.
- Itagiba, em 1942, em Salvador.
- Jacira, em 1942, em Itararé.
- Jangadeiro, em 1967, em Ilhéus.
- Java, em 1812, a leste de Salvador.
- Javari, em 1946, em Taipagos.
- Juene Aimee, em 1871, em Salvador.
- Kent, em 1810, em Salvador.
- Kiepe, em 1936, em Ilhéus.
- Leviatam, em 1916, na barra do rio Una.
- Loide 19, em 1950, em Abrolhos.
- Manau, em 1806, em Ubaranas.

- Maraldi, em 1875, em Salvador.
- Maringá, em 1969, em Salvador.
- Marisa, em 1943, em Salvador.
- Mascote, em Salvador.
- Mattos, em 1928, em Ilhéus.

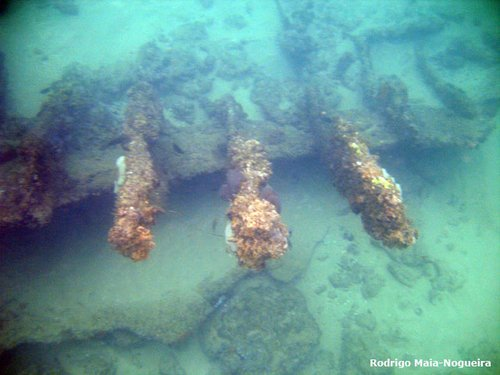
Restos do navio inglês naufragado Maraldi, que hoje é um abrigo para os seres marinhos.

- Miranda, em 1941, na Ponta das Botas.
- Monte Udala, em 1971, ao largo de Ilhéus.
- Nossa Senhora da Ajuda e Santo André, em 1600, em Salvador.
- Nossa Senhora da Caridade e São Francisco, em 1755, em Salvador.
- Nossa Senhora da Vitória, em 1723, em local indeterminado.
- Nossa Senhora de Jesus, em 1610, em Salvador.
- Nossa Senhora de Nazareth, em 1742, em Salvador.
- Nossa Senhora do Bonsucesso, em 1700, em Salvador.
- Nossa Senhora do Populo, em 1665, em Itaparica.
- Nossa Senhora do Rosário, em 1648, em Salvador.
- Nossa Senhora do Rosário e Santo André, em 1737, na praia da Jequitaia, Salvador.
- Nossa Senhora dos Prazeres Menor, em 1631, em Abrolhos.
- Nice, em 1946, em Salvador.
- Orestes, em 1916, em Belmonte.
- Paraguassú, em 1832, em Salvador.
- Paraná, em 1877, em Itapuã.
- Paulo Afonso, em 1875, em Salvador.
- Pinto Lima, em 1878, em Nova Viçosa.
- Piratini, em 1894, em Salvador.
- Planeta, em 1969, ao largo de Belmonte.
- Porto da Barra, em 1950, em Salvador.

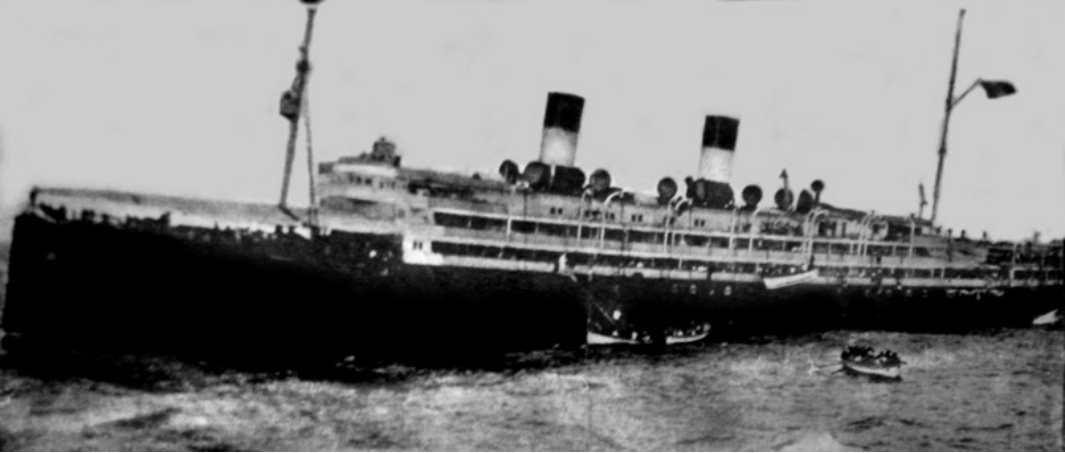
Operação de abandono do navio Principessa Mafalda, 25 de outubro de 1927.

- Principessa Mafalda, em 1927, a 80 milhas de Porto Seguro.
- Prinz Willem, em 1631, a 80 léguas a leste de Abrolhos.
- Provintie van Uytrecht, em 1631, 80 léguas a leste de Abrolhos.
- Pyreneus, em 1954, em local indeterminado.
- Queen, em 1800, em Salvador.
- Raposo Tavares, em 1970, a 100 milhas ao norte de Salvador.
- Rosalina, em 1939, em Abrolhos.
- Galeão Santíssimo Sacramento, em 1668, em Salvador.
- San Pedro, em 1535, em Boipeba.
- Santa Catarina, em 1914, em Abrolhos.
- Santa Clara, em 1573, em Arembepe, Camaçari.
- Santa Escolástica, em 1624, em Salvador.
- Santa Rita, em Abrolhos.
- Santiago, em 1631, a 80 léguas a leste de Abrolhos.
- Santo Amaro, em 1948, em Coroa Alta de Santa Cruz.
- Santo Antonio de Pádua, em 1631, a 80 léguas a leste dos Abrolhos.
- São Francisco, em 1596, em Salvador.
- São João Baptista, em 1631, a 80 léguas a leste de Abrolhos.
- São Paulo, em 1560, em Salvador.
- São Pedro, em 1549, em local indeterminado.
- São Pedro, em 1714, em Salvador.
- Senhora da Vitória, em 1613, Morro de São Paulo
- Sereia, em 1693, em Salvador.
- Silveren Werelt, em 1599, em Salvador.
- Stachound, em 1943, ao largo de Abrolhos.
- Tau, em 1963, na praia Ponta do Corumbau, Prado.
- U-?, em 1943, ao largo da foz do Rio Real.
- U-161, em 1943, ao largo de Salvador.
- Utrech, em 1648, em Salvador
- Visconde de Mauá, em 1951, em local indeterminado.
- Vulcão, em 1948, em Belmonte.
- Wordsworth, em 1902, em Garcia d'Ávila.